# Rozkład QR
Rozkład QR – w algebrze liniowej rozkład macierzy {\displaystyle A} do postaci iloczynu dwóch macierzy {\displaystyle A=QR,} gdzie {\displaystyle Q} jest macierzą ortogonalną {\displaystyle (Q^{T}Q=I)} i {\displaystyle R} jest macierzą trójkątną górną. Na bazie rozkładu QR możliwa jest realizacja metody najmniejszych kwadratów oraz metod rozwiązywania układów równań liniowych.

## Metoda Householdera
Metoda Householdera pozwala znaleźć rozkład QR dowolnej macierzy prostokątnej m x n {\displaystyle (m\geqslant n).}

### Transformacja Householdera
Niech {\displaystyle v\in R^{m}} i {\displaystyle v\neq \mathbf {0} .} Wówczas transformacją Householdera nazywamy macierz postaci:
{\displaystyle H=I-Wvv^{T},\qquad W={\frac {2}{v^{T}v}}.}
Macierz H jest macierzą symetryczną i ortogonalną (transformacja nie zmienia długości wektora) oraz ma taką własność, że dowolny wektor x wymiaru m jest odbiciem lustrzanym wektora Hx względem hiperpłaszczyzny (wymiaru m-1) prostopadłej do wektora v. Łatwo sprawdzić, że tak jest ponieważ:
{\displaystyle H^{2}=\left(I-{\frac {2vv^{T}}{v^{T}v}}\right)^{2}=I-{\frac {4vv^{T}}{v^{T}v}}+4\left({\frac {vv^{T}}{v^{T}v}}\right)^{2}=I\qquad ((vv^{T})(v^{T}v)=(vv^{T})^{2})}
oraz
{\displaystyle H^{T}=\left(I-{\frac {2vv^{T}}{v^{T}v}}\right)^{T}=I-\left({\frac {2vv^{T}}{v^{T}v}}\right)^{T}=I-{\frac {2vv^{T}}{v^{T}v}}=H\qquad ((vv^{T})^{T}=(vv^{T})).}
Z drugiej równości wynika symetria, z pierwszej ortogonalność, ponieważ {\displaystyle H^{T}H=HH=I.} Zatem:
{\displaystyle |Hx|={\sqrt {(Hx)^{T}(Hx)}}={\sqrt {x^{T}(H^{T}H)x}}={\sqrt {x^{T}Ix}}=|x|.}
Mnożąc dowolny wektor {\displaystyle x\in R^{m},} otrzymujemy:
{\displaystyle Hx=x-{\frac {2vv^{T}x}{v^{T}v}}=x+(-2{\frac {vv^{T}x}{v^{T}v}})=x-2r.}
Wiadomo, że {\displaystyle r=(w^{T}x)w} jest rzutem prostopadłym wektora x na kierunek w, przy czym wektor w musi być znormalizowany. Zatem w tym wypadku {\displaystyle w=v/{\sqrt {v^{T}v}}} co po podstawieniu daje powyższą równość.

### Rozkład QR
Transformacja Householdera może zostać wykorzystana w celu przeprowadzenia rozkładu QR macierzy A. Metoda polega na iteracyjnym szukaniu transformacji Householdera dla kolejnych wektorów pod diagonalą macierzy A. Rozważmy k-ty krok algorytmu (x oznacza wartość zależną od macierzy A):
{\displaystyle H_{k-1}H_{k-2}\dots H_{1}A={\begin{pmatrix}x&x&\cdots &x&x&x\\0&x&\cdots &x&x&x\\\cdots &\cdots &\cdots &\cdots &\cdots &\cdots \\0&0&\cdots &{\boldsymbol {x}}&x&x\\0&0&\cdots &{\boldsymbol {x}}&x&x\\0&0&\cdots &{\boldsymbol {x}}&x&x\end{pmatrix}}}
W kroku k-tym rozważamy wektor stanowiący część macierzy od k-tego elementu diagonali w dół. Szukamy takiej macierzy {\displaystyle H_{k}'\in R^{3\times 3}} aby spełniona była równość:
{\displaystyle H_{k}'{\begin{pmatrix}{\boldsymbol {x}}\\{\boldsymbol {x}}\\{\boldsymbol {x}}\end{pmatrix}}={\begin{pmatrix}x\\0\\0\end{pmatrix}}}
Macierz {\displaystyle H_{k}'} jest macierzą Householdera. Mając {\displaystyle H_{k}'} możemy uzyskać macierz {\displaystyle H_{k}\in R^{m\times m}{:}}
{\displaystyle H_{k}={\begin{pmatrix}I_{k-1}&0\\0&H_{k}'\end{pmatrix}}}
W ten sposób zerujemy kolejne wektory spod diagonali do momentu aż po {\displaystyle \min(m-1,n)} krokach otrzymujemy równość:
{\displaystyle H_{min(m-1,n)}\dots H_{1}A=R,} gdzie R jest szukaną macierzą trójkątną górną.
Macierz {\displaystyle Q=H_{1}H_{2}\dots H_{min(m-1,n)}}.

### Przykład
Znajdźmy rozkład QR macierzy A:
{\displaystyle A={\begin{pmatrix}12&-51&4\\6&167&-68\\-4&24&-41\end{pmatrix}}}
W pierwszym kroku szukamy takiej macierzy {\displaystyle H_{1},} że {\displaystyle H_{1}a_{1}=|a_{1}|e_{1},} gdzie {\displaystyle a_{1}={\begin{pmatrix}12,6,-4\end{pmatrix}}^{T}} jest wektorem z pierwszej kolumny macierzy A, natomiast {\displaystyle |a_{1}|e_{1}={\begin{pmatrix}14,0,0\end{pmatrix}}^{T}} wektorem do którego przekształcamy ortogonalnie wektor {\displaystyle a_{1}.} Wektor {\displaystyle |a_{1}|e_{1}} jest jednoznacznie określony poprzez długość i zerowe wartości pozostałych współrzędnych (zawsze istnieje taki obrót wektora {\displaystyle a_{1}} że te współrzędne będą zerowe).
Znajdujemy dowolny wektor prostopadły do hiperpłaszczyzny względem której następuje odbicie wektora {\displaystyle a_{1}{:}}
{\displaystyle v_{1}=a_{1}-|a_{1}|e_{1}=(-2,6,-4)^{T}.}
Obliczamy z definicji macierz Householdera:
{\displaystyle H_{1}=I-{\frac {2v_{1}v_{1}^{T}}{v_{1}^{T}v_{1}}}=I-{\frac {1}{28}}{\begin{pmatrix}4&-12&8\\-12&36&-24\\8&-24&16\end{pmatrix}}={\begin{pmatrix}{\frac {6}{7}}&{\frac {3}{7}}&-{\frac {2}{7}}\\{\frac {3}{7}}&-{\frac {2}{7}}&{\frac {6}{7}}\\-{\frac {2}{7}}&{\frac {6}{7}}&{\frac {3}{7}}\end{pmatrix}}}
Zatem otrzymujemy:
{\displaystyle H_{1}A={\begin{pmatrix}14&21&-14\\0&-49&-14\\0&168&-77\end{pmatrix}}}
Teraz przechodzimy do drugiej iteracji algorytmu, a więc rozważamy podmacierz o wymiarze 2 × 2 powstałą poprzez usunięcie pierwszego wiersza i pierwszej kolumny. W tym wypadku {\displaystyle a_{2}={\begin{pmatrix}-49,168\end{pmatrix}}^{T},} czyli {\displaystyle |a_{2}|e_{2}={\begin{pmatrix}175,0\end{pmatrix}}^{T}} i {\displaystyle v_{2}={\begin{pmatrix}-224,168\end{pmatrix}}^{T}.}
{\displaystyle H_{2}'=I-{\frac {2v_{2}v_{2}^{T}}{v_{2}^{T}v_{2}}}=I-{\frac {1}{39200}}{\begin{pmatrix}50176&-37632\\-37632&28224\end{pmatrix}}={\begin{pmatrix}-{\frac {7}{25}}&{\frac {24}{25}}\\{\frac {24}{25}}&{\frac {7}{25}}\end{pmatrix}}}
{\displaystyle H_{2}={\begin{pmatrix}1&0&0\\0&-{\frac {7}{25}}&{\frac {24}{25}}\\0&{\frac {24}{25}}&{\frac {7}{25}}\end{pmatrix}}}
Zatem otrzymujemy:
{\displaystyle R=H_{2}H_{1}A={\begin{pmatrix}14&21&-14\\0&175&-70\\0&0&-35\end{pmatrix}}}
{\displaystyle Q=H_{1}H_{2}={\begin{pmatrix}{\frac {6}{7}}&-{\frac {69}{175}}&{\frac {58}{175}}\\{\frac {3}{7}}&{\frac {158}{175}}&-{\frac {6}{175}}\\-{\frac {2}{7}}&{\frac {6}{35}}&{\frac {33}{35}}\end{pmatrix}}}
Można sprawdzić, że macierz Q jest ortogonalna {\displaystyle (Q^{T}Q=I),} R jest macierzą trójkątną górną oraz A = QR. Zatem znaleźliśmy rozkład QR macierzy A.